# Hydrovatus kavanaughi
Hydrovatus kavanaughi är en skalbaggsart som beskrevs av Olof Biström 1997. Hydrovatus kavanaughi ingår i släktet Hydrovatus och familjen dykare. Inga underarter finns listade i Catalogue of Life.